# Piero Aggradi
Piero Aggradi (Turín, Provincia de Turín, Italia, 7 de octubre de 1934-Pescara, Provincia de Pescara, Italia, 17 de julio de 2008) fue un futbolista italiano. Se desempeñaba en la posición de defensa.

## Clubes
| Club               | País   | Año       |
| ------------------ | ------ | --------- |
| A. C. Monza        | Italia | 1952-1953 |
| Juventus F. C.     | Italia | 1953-1957 |
| U. S. Palermo      | Italia | 1957-1958 |
| Alessandria Calcio | Italia | 1958      |
| Pordenone Calcio   | Italia | 1958-1959 |
| A. C. Cesena       | Italia | 1960-1961 |
| Casale Calcio      | Italia | 1961-1963 |
| Calcio Chieri      | Italia | 1963-1966 |